# Pisut Praesangeam
Pisut Praesangeam (tailandès พิสุทธิ์ แพร่แสงเอี่ยม, també Pisuth Praesaeng-Iam) és un actor, director de cinema, productor de cinema i guionista tailandès. Entre les seves pel·lícules cal destacar Bangkok Haunted i Thai Thief.

## Filmografia
Com a director
- Bangkok Haunted (2001)
- Thai Thief (2006)

Com a guionista
- Koo tae song loke (No Surrender, No Matter What) (1994)
- Bangkok Haunted (2001)

Com a productor
- Bangkok Haunted (2001)

Com a actor
- 999-9999 (2002)